# Interbrigades
Le Mouvement des volontaires «Interbrigade» (en russe : Добровольческое движение «Интербригады») ou plus simplement Interbrigades, est un mouvement organisé par le parti politique russe national-bolchévique non enregistré, L'Autre Russie, pour participer à la guerre du Donbass dans l'est de l'Ukraine aux côtés de la république populaire de Donetsk et de la république populaire de Lougansk,,,,.

## Historique
Le mouvement Interbrigades, selon les déclarations de ses participants, a été formé en mai 2014. Selon Zakhar Prilepine, membre de L'Autre Russie, en janvier 2015, le mouvement aurait envoyé plus de 2 000 combattants dans le Donbass. Selon les sources publiées par les rebelles, ils ont pris part aux combats de Sloviansk et Kramatorsk et ont également gardé le chef de file de L'Autre Russie, Édouard Limonov, lors de sa visite dans la région de Louhansk. En outre, selon les déclarations de militants d’Interbrigades et d’autres Russes, le mouvement s’engage dans la fourniture d’aide humanitaire. Les Interbrigades participent aussi à la bataille de Khoucham durant la guerre civile syrienne.